# Road Kill
Road Kill è una raccolta video in formato VHS degli Skid Row, pubblicato nel 1993.
Il video raccoglie promo clip, filmati nel backstage, video amatoriali di amici e fan, e concerti in Giappone, Brasile, Irlanda, Islanda e Stati Uniti.
Road Kill comprende anche i clip video di Psycho Love in 3-D, Psycho Therapy e Little Wing.

## Tracce
1. Big Guns
2. Piece of Me
3. Here I Am
4. Midnight/Tornado
5. Mudkicker
6. Get the Fuck Out
7. 18 and Life
8. Monkey Business
9. Slave to the Grind
10. Psycho Love (Video in 3-D)
11. Psycho Therapy (Ramones Cover)
12. Little Wing (Jimi Hendrix Cover)

## Formazione
- Sebastian Bach - voce
- Rachel Bolan - basso
- Scotti Hill - chitarra
- Dave "Snake" Sabo - chitarra
- Rob Affuso - batteria